# Ватне, Стиан
Стиан Фредрик Ватне (норв. Stian Fredrik Vatne; род. 10 мая 1974, Молде, Мёре-ог-Ромсдал) — норвежский гандболист, выступавший за «Адемар Леон», «Альхесирас», «Арагон», «Фюксе Берлин» и сборную Норвегии.

## Карьера

### Клубная
Стиан Ватне начинал профессиональную карьеру, выступая за норвежские клубы Молде и Ставангер. В 1997 году Стиан Ватне перешёл в швейцарский клуб Кадеттен, где провёл 4 сезона. После этого Стиан Ватне вернулся в норвежский клуб ГК Ставангер, где провёл один сезон. В 2002 году Стиан Ватне перешёл в испанский клуб Адемар Леон, в составе которого выиграл кубок ЕГФ. В 2005 году Стиан Ватне провёл один сезон в Альхесирасе, а в 2006 году перешёл в испанский клуб Арагон. В 2009 году Стиан Ватне выступал за немецкий клуб Фюксе Берлин.   

### В сборной
Стиан Ватне выступал за сборную Норвегии и провёл за сборную 101 матч и забросил 128 голов.

## Награды
- Обладатель Кубка ЕГФ: 2005
- Обладатель Суперкубка Испании: 2003
- Обладатель Кубка Швейцарии: 1999